# Aree Carsiche della Venezia Giulia
Aree Carsiche della Venezia Giulia este o arie protejată (arie de protecție specială avifaunistică — SPA) din Italia întinsă pe o suprafață de 12.189 ha, din care 2 % marine.

## Localizare
Centrul sitului Aree Carsiche della Venezia Giulia este situat la coordonatele 45°45′28″N 13°39′52″E / 45.757866°N 13.664394°E.

## Înființare
Situl Aree Carsiche della Venezia Giulia a fost declarat arie de protecție specială avifaunistică în februarie 2005 pentru a proteja 8 specii de plante și 231 de specii de animale.

## Biodiversitate
Situată în ecoregiunea continentală, aria protejată conține 26 de habitate naturale: Terase mlăștinoase și terase nisipoase neacoperite de apă la reflux, Pășuni mediteraneene udate de apa mării (Juncetalia maritimi), Lagune de coastă, Lespezi calcaroase, Fânețe de joasă altitudine (Alopecurus pratensis, Sanguisorba officinalis), Pante stâncoase calcaroase cu vegetație casmofită, Grohotișuri termofile și vest-mediteraneene, Salicornia și alte specii anuale care populează regiunile mlăștinoase și nisipoase, Izvoare petrifiante cu formare de travertin (Cratoneurion), Păduri ilirice de stejar și carpen (Erythronio-Carpinion), Pajiști carstice calcaroase sau bazofile, de Alysso-Sedion albi, Pajiștile Spartina (Spartinion maritimae), Tufărișuri halofile mediteraneene și termo-atlantice (Sarcocornetea fruticosi), Păduri mixte riverane de Quercus robur, Ulmus laevis și Ulmus minor, Fraxinus excelsior sau Fraxinus angustifolia, de-a lungul marilor râuri (Ulmenion minoris), Galerii de Salix alba și de Populus alba, Păduri de Quercus ilex și Quercus rotundifolia, Lacuri eutrofice naturale cu vegetație de tip Magnopotamion sau Hydrocharition, Formațiuni de Juniperus communis pe lande sau pajiști calcaroase, Ape puternic oligomezotrofe cu vegetație bentonică cu Chara spp., Pajiști uscate europene, Vegetație anuală la limita mareei, Cursuri de apă de la nivel de câmpie la nivel montan, cu vegetație Ranunculion fluitantis și Callitricho-Batrachion, Bancuri de nisip acoperite în permanență slab de apă marină, Peșteri inaccesibile publicului, Pajiști uscate din regiunea submediteraneeană estică (Scorzoneratalia villosae), Păduri aluvionare cu Alnus glutinosa și Fraxinus excelsior (Alno-Padion, Alnion incanae, Salicion albae).
La baza desemnării sitului se află mai multe specii protejate:
- plante (8): Centaurea kartschiana, Euphrasia marchesettii, Genista holopetala, Gladiolus palustris, Himantoglossum adriaticum, Moehringia tommasinii, Paeonia officinalis subsp. banatica, Salicornia veneta
- păsări (196): uliu porumbar (Accipiter gentilis), uliu păsărar (Accipiter nisus), lăcar mare (Acrocephalus arundinaceus), privighetoare-de-baltă (Acrocephalus melanopogon), lăcar-de-mlaștină (Acrocephalus palustris), lăcar-de-rogoz (Acrocephalus schoenobaenus), lăcar-de-lac (Acrocephalus scirpaceus), fluierar de munte (Actitis hypoleucos), pițigoi codat (Aegithalos caudatus), ciocârlie-de-câmp (Alauda arvensis), pescăruș albastru (Alcedo atthis), rață pitică (Anas crecca), rață mare (Anas platyrhynchos), gâscă cenușie (Anser anser), fâsă-de-câmp (Anthus campestris), fâsă de pădure (Anthus trivialis), Apus pallidus, acvilă de munte (Aquila chrysaetos), egretă mare (Ardea alba), stârc cenușiu (Ardea cinerea), stârc roșu (Ardea purpurea), stârc galben (Ardeola ralloides), ciuf-de-pădure (Asio otus), cucuvea (Athene noctua), rață-cu-cap-castaniu (Aythya ferina), rața moțată (Aythya fuligula), Aythya marila, rață roșie (Aythya nyroca), buhai de baltă (Botaurus stellaris), buha (Bubo bubo), Bucephala clangula, pasărea ogorului (Burhinus oedicnemus), șorecarul comun (Buteo buteo), ciocârlie-cu-degete-scurte (Calandrella brachydactyla), Calidris alba, fugaci de țărm (Calidris alpina), fugaci roșcat (Calidris ferruginea), fugaci mic (Calidris minuta), bătăuș (Calidris pugnax), fugaci pitic (Calidris temminckii), caprimulg (Caprimulgus europaeus), mugurar roșu (Carpodacus erythrinus), Certhia brachydactyla, Cettia cetti, prundăraș de sărătură (Charadrius alexandrinus),  prundaș gulerat mic (Charadrius dubius), prundaș gulerat mare (Charadrius hiaticula), chirichița cu obraz alb (Chlidonias hybrida), chirighiță neagră (Chlidonias niger), barză neagră (Ciconia nigra), mierla de apă (Cinclus cinclus), șerpar (Circaetus gallicus), erete de stuf (Circus aeruginosus), erete vânăt (Circus cyaneus), erete cenușiu (Circus pygargus), acvilă-țipătoare-mică (Clanga pomarina), botgros (Coccothraustes coccothraustes), porumbel (Columba livia), dumbrăveancă (Coracias garrulus), corb (Corvus corax), Corvus monedula, cuc (Cuculus canorus), gușă vânătă (Cyanecula svecica), pițigoi albastru (Cyanistes caeruleus), lebădă de vară (Cygnus olor), lăstun de casă (Delichon urbicum), ciocănitoare cu spate alb (Dendrocopos leucotos), ciocănitoare pestriță mare (Dendrocopos major), Dryobates minor, ciocănitoare neagră (Dryocopus martius), egretă mică (Egretta garzetta), presură sură (Emberiza calandra), presură de munte (Emberiza cia), presură bărboasă (Emberiza cirlus), presură galbenă (Emberiza citrinella), Emberiza melanocephala, presură de stuf (Emberiza schoeniclus), Eremophila alpestris, Falco eleonorae, șoim călător (Falco peregrinus), șoimul rândunelelor (Falco subbuteo), vânturel roșu (Falco tinnunculus), vânturel de seară (Falco vespertinus), muscar-gulerat (Ficedula albicollis), muscar (Ficedula parva), lișiță (Fulica atra), ciocârlan (Galerida cristata), becațină comună (Gallinago gallinago), cufundar cu cioc alb (Gavia adamsii), cufundar polar (Gavia arctica), cufundar mare (Gavia immer), cufundar mic (Gavia stellata), pescăriță râzătoare (Gelochelidon nilotica), cocor (Grus grus), vulturul pleșuv sur (Gyps fulvus), scoicar (Haematopus ostralegus), acvilă pitică (Hieraaetus pennatus), piciorong (Himantopus himantopus), frunzăriță galbenă (Hippolais icterina), Hippolais polyglotta, rândunică (Hirundo rustica), Hydrocoloeus minutus, pescăriță mare (Hydroprogne caspia), stârc pitic (Ixobrychus minutus), capîntortură (Jynx torquilla), sfrâncioc roșiatic (Lanius collurio), sfrâncioc mare (Lanius excubitor), sfrânciocul cu frunte neagră (Lanius minor), sfrâncioc cu cap roșu (Lanius senator), pescăruș sur (Larus canus), pescăruș negricios (Larus fuscus), pescăruș-cu-cap-negru (Larus melanocephalus), Leiopicus medius, sitar de mâl (Limosa limosa), câneparul (Linaria cannabina), grelușel-de-zăvoi (Locustella luscinioides), pițigoi moțat (Lophophanes cristatus), forfecuță gălbuie (Loxia curvirostra), ciocârlie de pădure (Lullula arborea), becațină mică (Lymnocryptes minimus), rață pestriță (Mareca strepera), rață catifelată (Melanitta fusca), rață neagră (Melanitta nigra), Mergellus albellus, prigoare (Merops apiaster), cormoran mic (Microcarbo pygmaeus), mierlă de piatră (Monticola saxatilis), mierlă albastră (Monticola solitarius), cinghiță alpină (Montifringilla nivalis), muscar sur (Muscicapa striata), Numenius arquata arquata, Numenius phaeopus, stârc de noapte (Nycticorax nycticorax), ciuf-pitic (Otus scops), Oxyura leucocephala, vultur pescar (Pandion haliaetus), vrabie de câmp (Passer montanus), lăcustar (Pastor roseus), pițigoi de brădet (Periparus ater), viespar (Pernis apivorus), Phalacrocorax aristotelis desmarestii, Phoenicopterus ruber, codroș de munte (Phoenicurus ochruros), codroșul de pădure (Phoenicurus phoenicurus), pitulice sfârâitoare (Phylloscopus sibilatrix), ciocănitoare de munte (Picoides tridactylus), ciocănitoare verzuie (Picus canus), ciocănitoarea verde (Picus viridis), lopătar (Platalea leucorodia), ploier auriu (Pluvialis apricaria), corcodel-urechiat (Podiceps auritus), corcodel mare (Podiceps cristatus), corcodel-cu-gât-roșu (Podiceps grisegena), corcodel-cu-gât-negru (Podiceps nigricollis), pițigoi de munte (Poecile montanus), pițigoi sur (Poecile palustris), cresteț pestriț (Porzana porzana), Prunella collaris, Ptyonoprogne rupestris, Puffinus yelkouan, mugurarul (Pyrrhula pyrrhula), pițigoi-pungar (Remiz pendulinus), lăstun de mal (Riparia riparia), mărăcinar negru (Saxicola torquatus), sitar de pădure (Scolopax rusticola), țiclete (Sitta europaea), eider (Somateria mollissima), rață cârâitoare (Spatula querquedula), chiră de baltă (Sterna hirundo), chiră mică (Sternula albifrons), turturică (Streptopelia turtur), huhurez mic (Strix aluco), huhurezul mic (Strix uralensis), silvie de zăvoi (Sylvia borin), silvie roșcată (Sylvia cantillans), silvie de câmp (Sylvia communis), silvie-mică (Sylvia curruca), Sylvia hortensis, silvie mediteraneană (Sylvia melanocephala), corcodel mic (Tachybaptus ruficollis), Tachymarptis melba, călifar alb (Tadorna tadorna), chiră de mare (Thalasseus sandvicensis), fluturașul de stâncă (Tichodroma muraria), fluierar negru (Tringa erythropus), fluierar de mlaștină (Tringa glareola), fluierar cu picioare verzi (Tringa nebularia), fluierarul de zăvoi (Tringa ochropus), fluierar de lac (Tringa stagnatilis), fluierarul cu picioare roșii (Tringa totanus), mierlă gulerată (Turdus torquatus), sturzul de vâsc (Turdus viscivorus), strigă (Tyto alba), pupăză (Upupa epops), nagâț (Vanellus vanellus), Zapornia parva
- amfibieni (4): izvoraș-cu-burta-galbenă (Bombina variegata), proteu de peșteră (Proteus anguinus), Rana latastei, Triturus carnifex
- mamifere (12): liliac cârn (Barbastella barbastellus), lupul (Canis lupus), râs eurasiatic (Lynx lynx), liliac cu aripi lungi (Miniopterus schreibersii), foca-călugăr (Monachus monachus), liliac cu urechi mari (Myotis bechsteinii), liliac cărămiziu (Myotis emarginatus), liliacul mediteranean cu potcoavă (Rhinolophus euryale), liliacul mare cu potcoavă (Rhinolophus ferrumequinum), liliacul mic cu potcoavă (Rhinolophus hipposideros), delfin mare (Tursiops truncatus), urs brun (Ursus arctos)
- nevertebrate (15): Austropotamobius pallipes, croitorul mare al stejarului (Cerambyx cerdo), Coenonympha oedippus, Cordulegaster heros, fluturele de noapte (Eriogaster catax), fluturele auriu (Euphydryas aurinia), Euplagia quadripunctaria, Leptodirus hochenwartii, libelule (Leucorrhinia pectoralis), rădașcă (Lucanus cervus), fluturele purpuriu (Lycaena dispar), Maculinea teleius, Morimus asper funereus, Osmoderma eremita, Vertigo angustior
- pești (1): Cobitis bilineata
- reptile (3): Caretta caretta, țestoasa de baltă (Emys orbicularis), țestoasă bănățeană (Testudo hermanni)

Pe lângă speciile protejate, pe teritoriul sitului au mai fost identificate 19 specii de plante, 8 specii de amfibieni, 25 de specii de mamifere, 30 de specii de nevertebrate, 1 specie de pești, 14 specii de reptile.